# Варнкёниг, Леопольд Август
Леопольд Август Варнкёниг (нем. Leopold August Warnkönig; 1794, Брухзаль — 1866, Штутгарт) — немецкий юрист, историк, педагог, профессор.
Считается основателем исторической школы бельгийского национального права, источники которого он изучал, и создателем национальной истории Бельгии.

## Биография
Изучал право в Гейдельбергском университете. Ученик Антона Тибо.
Позже — приват-доцент в университете Гёттингена, с 1817 года — профессор права в Льежском университете, где вместе со многими профессорами Парижской юридической школы издавал журнал: «Themis, ou bibliothèque du jurisconsulte». За ним в Бельгию последовали многие немецкие юристы.
В 1827—1830 годах заведовал кафедрой Пандектов в университете Лёвена. Считался самым известным немецким адвокатом в бельгийской службе.
После бельгийской революции, вместе с другими иностранными профессорами был уволен, но уже в 1831 году вновь назначен профессором права в Генте. Член Законодательной комиссии по обучению.
В 1836 году занял кафедру естественного, общественного и международного права во Фрейбургский университете (до 1844), откуда перешёл в Тюбинген, где был профессором канонического права до своей отставки.
Иностранный член Баварской академии наук (с 1859). Член Королевской академии наук и искусств Нидерландов.

## Научная деятельность
Принадлежал к т. н. исторической школе права. Оставил ряд многотомных трудов по истории права, философско-правовое сочинение: «Обоснование права, как идеи разума», самое заглавие которого достаточно говорит о его направлении, и несколько сочинений по церковно-политическим вопросам.

## Библиография

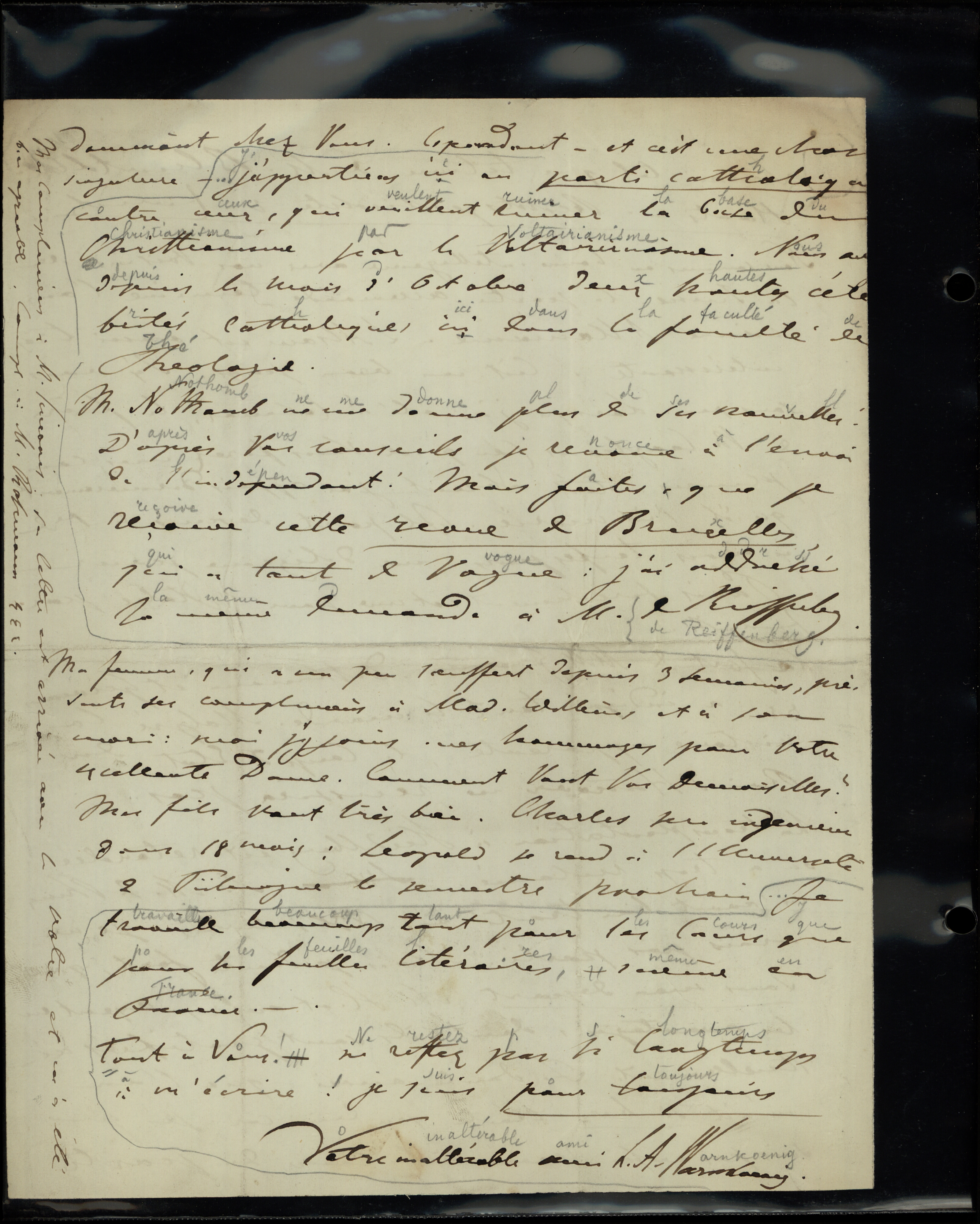
Варнкёниг (1838)